# 릭 베리
릭 베리(Rick Barry, 1944년 3월 28일 ~ )은 전 미국의 농구 선수이다.

## 생애
릭 베리는 미국 뉴저지주 엘리자베스에서 태어났고, 로젤 파크에서 자랐다. 마이애미 대학교 농구부에서 3시즌 동안 활약했는데 전미 최고 선수로 뽑힐 정도로 뛰어난 실력을 보였다.
베리의 활약은 NBA 78 ~ 79시즌에서 가장 돋보였는데, 이때 그는 아래에서 두손으로 던져 올리는 특이한 자유투로 94.7%라는 놀라운 자유투 성공률을 기록했다.

## 같이 보기
- 아메리칸 농구 협회 (2000년)